# Rahling
Rahling [ʁalɛ̃] est une commune française située dans le département de la Moselle, en Lorraine, dans la région administrative Grand Est. Le village fait partie du pays de Bitche et du bassin de vie de la Moselle-Est.

## Géographie

### Localisation
Situé sur la grande route de Sarre-Union à Bitche, en pays découvert, le gros village de Rahling s'étale au carrefour des routes de Montbronn à Schmittviller et de Butten, aux portes de l'Alsace bossue.

### Géologie et relief
Commune membre du parc naturel régional des Vosges du Nord.
La commune se compose de 65,12 hectares de territoires artificialisés (3,06 %), 2 064,09 hectares de territoires agricoles (96,91 %) et 0,37 hectares de forêts et milieux semi-naturels (0,02 %).
Espaces naturels :
- Cinq espaces protégés hors Natura 2000 :

Marais de Rahling,
Réserve de Biosphère, zone centrale,
Réserve de Biosphère, zone tampon,
Réserve de Biosphère, zone de transition,
Parc naturel régional,
- Quatre zones naturelles d'intérêt écologique, faunistique et floristique (Znieff) :

Vergers de Rahling,
Ruisseau Muelgraben,
Prés-vergers à Dehlingen, Lorentzen et Butten,
Paysage agricole et forestier diversifié d'Alsace Bossue.
Géologie : Carte géologique ; Coupes géologiques et techniques

### Sismicité
Commune située dans une zone de sismicité 2 faible.

### Écarts et lieux-dits
De nombreux écarts ont existé sur le ban communal.
- Il subsiste encore aujourd'hui la ferme et la chapelle d’Altkirch (la vieille église), sur le ban du village disparu d'Oldingen (Uldingen en 1376) mentionné en 1150 comme appartenant à la seigneurie de Bitche, ce village aurait été détruit vers le XVIe siècle.
- L'ancien village de Criegelsbach (1150 : Criegelbach, 1170 : Griegesbach) était situé sur la commune, détruit vers le XIVe siècle[13].
- La chapelle Saint-Wendelin rappelle le souvenir d'un autre village disparu, Weiher (l'étang).
- Quant à la ferme de Janau, en limite nord-est du territoire, elle est donnée en 1736 en fief à Jean-Antoine Guichenon, subdélégué du bailliage de Sarreguemines. Elle est reconstruite ou transformée en 1784.

### Hydrographie et les eaux souterraines
La commune est située dans le bassin versant du Rhin au sein du bassin Rhin-Meuse. Elle est drainée par le ruisseau le Buttenbach, le ruisseau le Grentzbach, le ruisseau de Rahling, le ruisseau le Grosshardt et le ruisseau le Meisenbach.
Le Buttenbach, d'une longueur totale de 17,5 km, prend sa source dans la commune de Rohrbach-lès-Bitche et se jette  dans l'Eichel à Lorentzen, après avoir traversé six communes.
Le Grentzbach, d'une longueur totale de 21,2 km, prend sa source dans la commune de Goetzenbruck et se jette  dans l'Eichel à Waldhambach, après avoir traversé neuf communes.

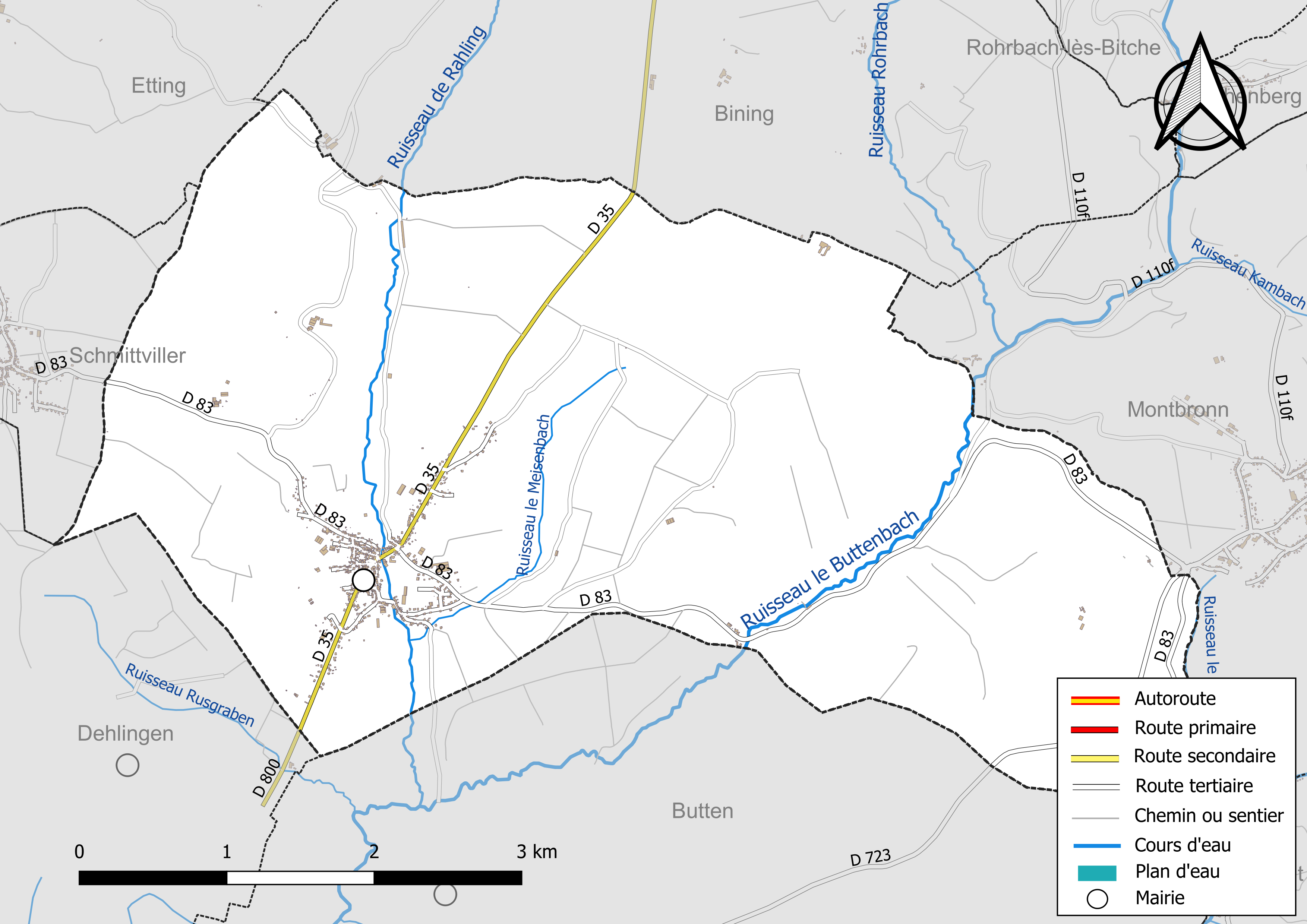
Réseaux hydrographique et routier de Rahling.

La qualité des eaux des principaux cours d’eau de la commune, notamment du ruisseau le Buttenbach et du ruisseau le Grentzbach, peut être consultée sur un site dédié géré par les agences de l’eau et l’Agence française pour la biodiversité.

### Climat
Pour des articles plus généraux, voir Climat du Grand Est et Climat de la Moselle.
En 2010, le climat de la commune est de type climat des marges montargnardes, selon une étude du Centre national de la recherche scientifique s'appuyant sur une série de données couvrant la période 1971-2000. En 2020, Météo-France publie une typologie des climats de la France métropolitaine dans laquelle la commune est exposée à un climat semi-continental et est dans la région climatique  Vosges, caractérisée par une pluviométrie très élevée (1 500 à 2 000 mm/an) en toutes saisons et un hiver rude (moins de 1 °C). 
Pour la période 1971-2000, la température annuelle moyenne est de 9,9 °C, avec une amplitude thermique annuelle de 17,1 °C. Le cumul annuel moyen de précipitations est de 888 mm, avec 11,1 jours de précipitations en janvier et 9,7 jours en juillet. Pour la période 1991-2020, la température moyenne annuelle observée sur la station météorologique de Météo-France la plus proche, « Berg », sur la commune de Berg à 11 km à vol d'oiseau, est de 10,4 °C et le cumul annuel moyen de précipitations est de 801,8 mm. 
La température maximale relevée sur cette station est de 37,4 °C, atteinte le 25 juillet 2019 ; la température minimale est de −16,8 °C, atteinte le 7 février 2012,,. 
Les paramètres climatiques de la commune ont été estimés pour le milieu du siècle (2041-2070) selon différents scénarios d'émission de gaz à effet de serre à partir des nouvelles projections climatiques de référence DRIAS-2020. Ils sont consultables sur un site dédié publié par Météo-France en novembre 2022.

### Voies de communications et transports

#### Voies routières
- D35 vers Bining[23].
- D83 vers Schmittviller.
- D8 vers Lorentzen.

#### Transports en commun
- Fluo Grand Est.

##### SNCF
- Gare de Diemeringen,
- Gare d'Oermingen,
- Gare de Voellerdingen,
- Gare de Rohrbach-lès-Bitche,
- Gare de Kalhausen

## Urbanisme

### Typologie
Au 1er janvier 2024, Rahling est catégorisée commune rurale à habitat dispersé, selon la nouvelle grille communale de densité à sept niveaux définie par l'Insee en 2022.
Elle est située hors unité urbaine. Par ailleurs la commune fait partie de l'aire d'attraction de Sarreguemines (partie française), dont elle est une commune de la couronne,. Cette aire, qui regroupe 48 communes, est catégorisée dans les aires de 50 000 à moins de 200 000 habitants,.

### Occupation des sols
L'occupation des sols de la commune, telle qu'elle ressort de la base de données européenne d’occupation biophysique des sols Corine Land Cover (CLC), est marquée par l'importance des territoires agricoles (96,9 % en 2018), en augmentation par rapport à 1990 (71,6 %). La répartition détaillée en 2018 est la suivante : 
terres arables (56,6 %), prairies (36,1 %), zones agricoles hétérogènes (4,2 %), zones urbanisées (3,1 %). L'évolution de l’occupation des sols de la commune et de ses infrastructures peut être observée sur les différentes représentations cartographiques du territoire : la carte de Cassini (XVIIIe siècle), la carte d'état-major (1820-1866) et les cartes ou photos aériennes de l'IGN pour la période actuelle (1950 à aujourd'hui).

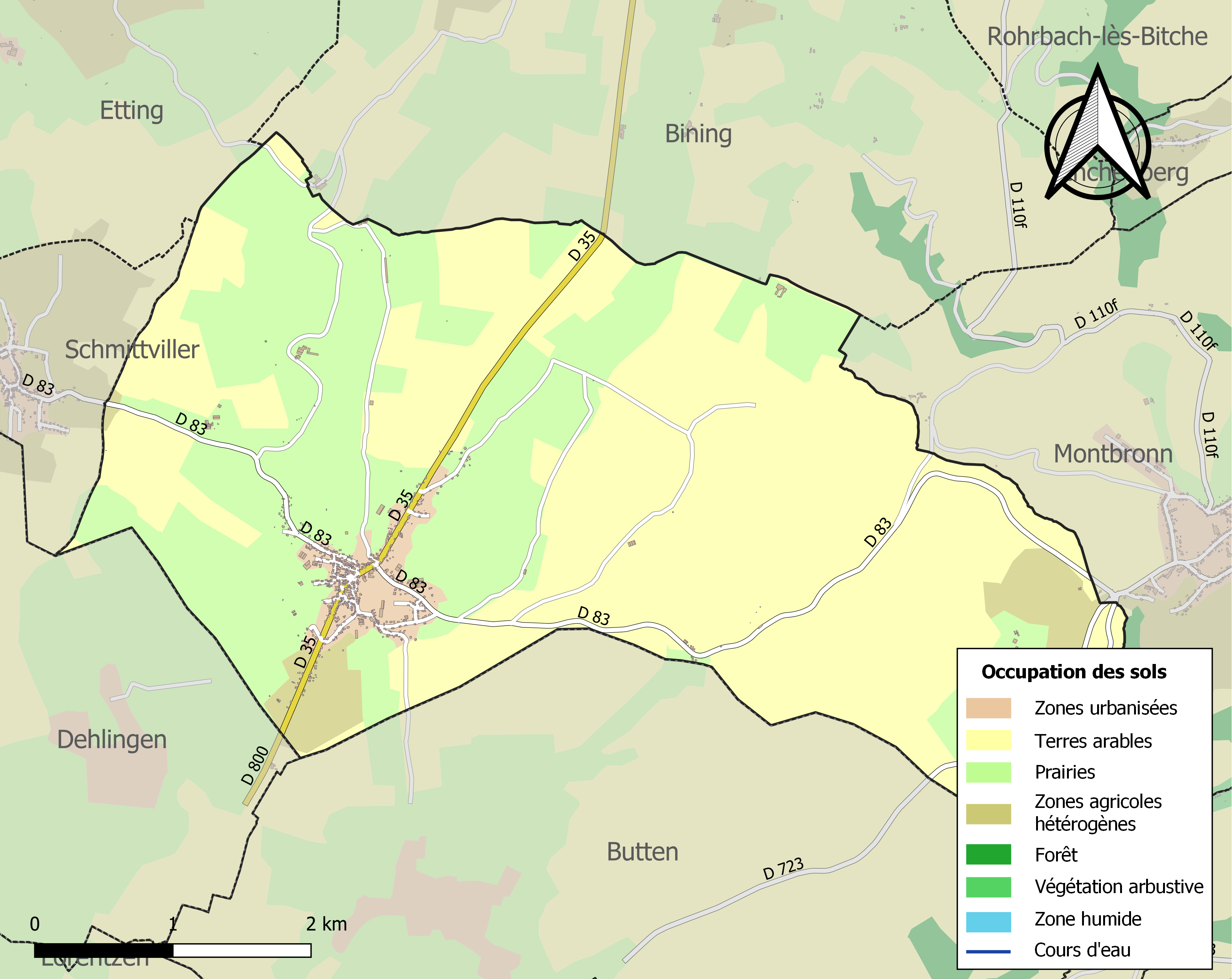
Carte des infrastructures et de l'occupation des sols de la commune en 2018 (CLC).

## Toponymie
- Raldinga villam (XIIe siècle), Radingen (1150), Roldinga (1179), Raldingen (1316), Rollingen et Raullingen (1594), Rauling (XVIIIe siècle), Raling (1751), Rahlingen (1755), Rhaling (1771 et 1779), Rahling (1793), Rahlingen (1871-1918).
- Ralinge[29] et Rahlinge en francique lorrain.

## Histoire

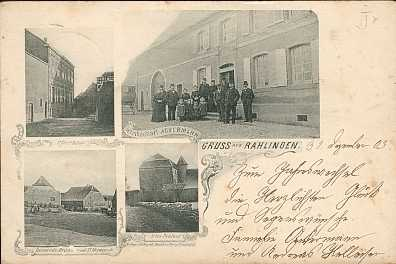
Vue du village.

Ce vieux village, comme l'atteste la présence de plusieurs sites gallo-romains sur son ban, est mentionné en 1150 sous la forme Radingen, du nom d'homme germanique Rado et du suffixe -ing.
La prospérité du village, le plus peuplé du comté de Bitche au XVIIIe siècle, s'explique par la richesse de son terroir, propice à la culture des céréales et à la viticulture. 
De nombreux artisans ont exercé leurs activités dans le village aux XVIIIe siècle et XIXe siècle, parmi lesquels des tailleurs de pierre et des sculpteurs, dont on retrouve les outils représentés sur plusieurs linteaux de porte et dont les œuvres sont encore conservées à Rahling et dans quelques villages voisins.
Le ban de Rahling a été agrandi par une partie du territoire de Diemeringen, par une loi du 28 juin 1829.

## Politique et administration
| Période                                  | Période  | Identité          | Étiquette | Qualité |
| ---------------------------------------- | -------- | ----------------- | --------- | ------- |
| Les données manquantes sont à compléter. |          |                   |           |         |
| mars 1989                                | 2020     | Jérôme Gross      |           |         |
| mai 2020                                 | En cours | Marie-Claude Bach |           |         |

Du point de vue administratif, le village est commune du canton de Bouquenom de 1790 à 1793 puis passe dans celui de Rohrbach-lès-Bitche, avec Schmittviller comme annexe entre 1811 et 1846.

### Budget et fiscalité 2023
En 2023, le budget de la commune était constitué ainsi :
- total des produits de fonctionnement : 558 000 €, soit 752 € par habitant ;
- total des charges de fonctionnement : 467 000 €, soit 630 € par habitant ;
- total des ressources d'investissement : 247 000 €, soit 333 € par habitant ;
- total des emplois d'investissement : 217 000 €, soit 293 € par habitant ;
- endettement : 482 000 €, soit 650 € par habitant.

Avec les taux de fiscalité suivants :
- taxe d'habitation : 13,32 % ;
- taxe foncière sur les propriétés bâties : 29,02 % ;
- taxe foncière sur les propriétés non bâties : 67,80 % ;
- taxe additionnelle à la taxe foncière sur les propriétés non bâties : 0,00 % ;
- cotisation foncière des entreprises : 0,00 %.

Chiffres clés Revenus et pauvreté des ménages en 2021 : médiane en 2021 du revenu disponible, par unité de consommation.

## Population et société

### Démographie

#### Évolution démographique
L'évolution du nombre d'habitants est connue à travers les recensements de la population effectués dans la commune depuis 1793. Pour les communes de moins de 10 000 habitants, une enquête de recensement portant sur toute la population est réalisée tous les cinq ans, les populations de référence des années intermédiaires étant quant à elles estimées par interpolation ou extrapolation. Pour la commune, le premier recensement exhaustif entrant dans le cadre du nouveau dispositif a été réalisé en 2005.

En 2022, la commune comptait 720 habitants, en évolution de −6,25 % par rapport à 2016 (Moselle : +0,52 %, France hors Mayotte : +2,11 %).
| 1793 | 1800 | 1806  | 1821  | 1836  | 1841  | 1861  | 1866  | 1871  |
| ---- | ---- | ----- | ----- | ----- | ----- | ----- | ----- | ----- |
| 907  | 919  | 1 155 | 1 832 | 1 874 | 1 736 | 1 187 | 1 165 | 1 080 |

| 1875  | 1880  | 1885 | 1890 | 1895 | 1900 | 1905 | 1910 | 1921 |
| ----- | ----- | ---- | ---- | ---- | ---- | ---- | ---- | ---- |
| 1 152 | 1 029 | 981  | 941  | 919  | 912  | 931  | 929  | 885  |

| 1926 | 1931 | 1936 | 1946 | 1954 | 1962 | 1968 | 1975 | 1982 |
| ---- | ---- | ---- | ---- | ---- | ---- | ---- | ---- | ---- |
| 870  | 885  | 870  | 871  | 878  | 881  | 843  | 857  | 827  |

| 1990 | 1999 | 2005 | 2006 | 2010 | 2015 | 2020 | 2022 | - |
| ---- | ---- | ---- | ---- | ---- | ---- | ---- | ---- | - |
| 781  | 793  | 839  | 836  | 813  | 773  | 722  | 720  | - |

La population augmente considérablement jusqu'au milieu du XIXe siècle, passant de 919 habitants en 1801 à 1382 en 1851. Depuis le début du XXe siècle, elle est stationnaire et compte encore 793 habitants au recensement de 1999.
Entre 1811 et 1846, le village de Schmittviller appartenait à la commune de Rahling.

### Enseignement
Établissements d'enseignements : 
- École maternelle et primaire.
- Collèges à Rohrbach-lès-Bitche, Diemeringen, Lemberg, Sarre-Union, Wingen-sur-Moder.
- Lycées à Sarre-Union, Bitche, Sarreguemines.

### Santé
Professionnels et établissements de santé :
- Médecins à Diemeringen, Montbronn, Oermingen, Achen, Rohrbach-lès-Bitche, Soucht, Gros-Réderching, Enchenberg, Petit-Réderching,
- Pharmacies à Diemeringen, Montbronn, Achen, Rohrbach-lès-Bitche,
- Hôpitaux à Sarre-Union, Sarralbe, Bitche, Sarreguemines.

## Cultes
- Le village est une ancienne paroisse de l'archiprêtré de Bouquenom, passée en 1802 dans celui de Rohrbach-lès-Bitche, avec Schmittviller comme annexe jusqu'en 1837. L'église, dédiée à saint Christophe, est reconstruite une première fois en 1595, sous le curé Jacques Pistor. De cette époque, il subsiste la base de la tour-clocher et la pierre de fondation déposée.

Culte catholique, Paroisse Saint Christophe de Rahling, Communauté Saint Wendelin, Diocèse de Metz.

## Économie

### Entreprises et commerces

#### Agriculture
- Ancien moulin à farine[39].
- Élevage de vaches laitières.
- Culture et élevage associés.
- Élevage d'autres bovins et de buffles.
- Élevage d'ovins et de caprins.
- Culture de céréales, de légumineuses et de graines oléagineuses.

#### Tourisme
- Chambres d'hôtes.
- Gîtes de France à Bining, Soucht, Adamswiller.

#### Commerces
- Commerces et services de proximité[40].
- Commerces et services de proximité.

## Culture locale et patrimoine

### Lieux et monuments

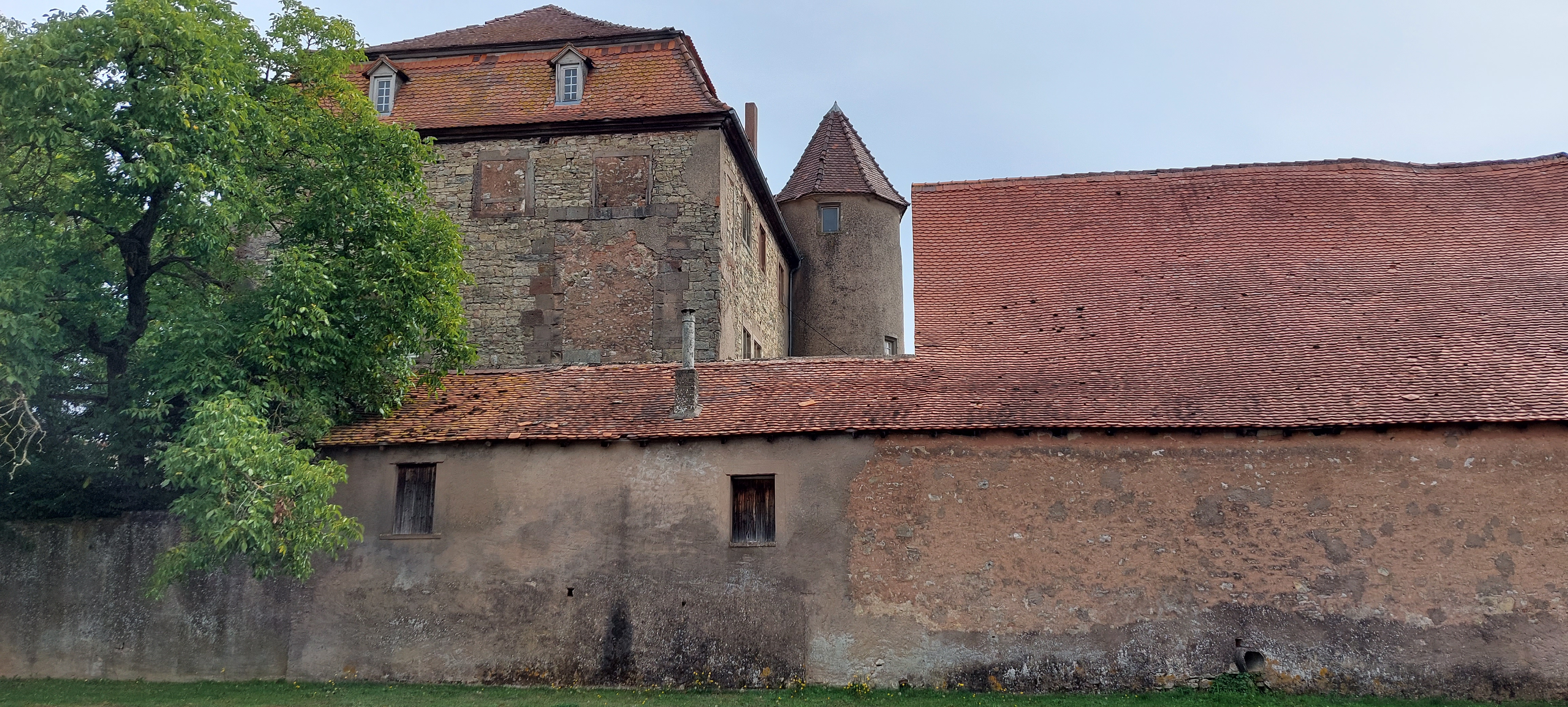
Château de Rahling.
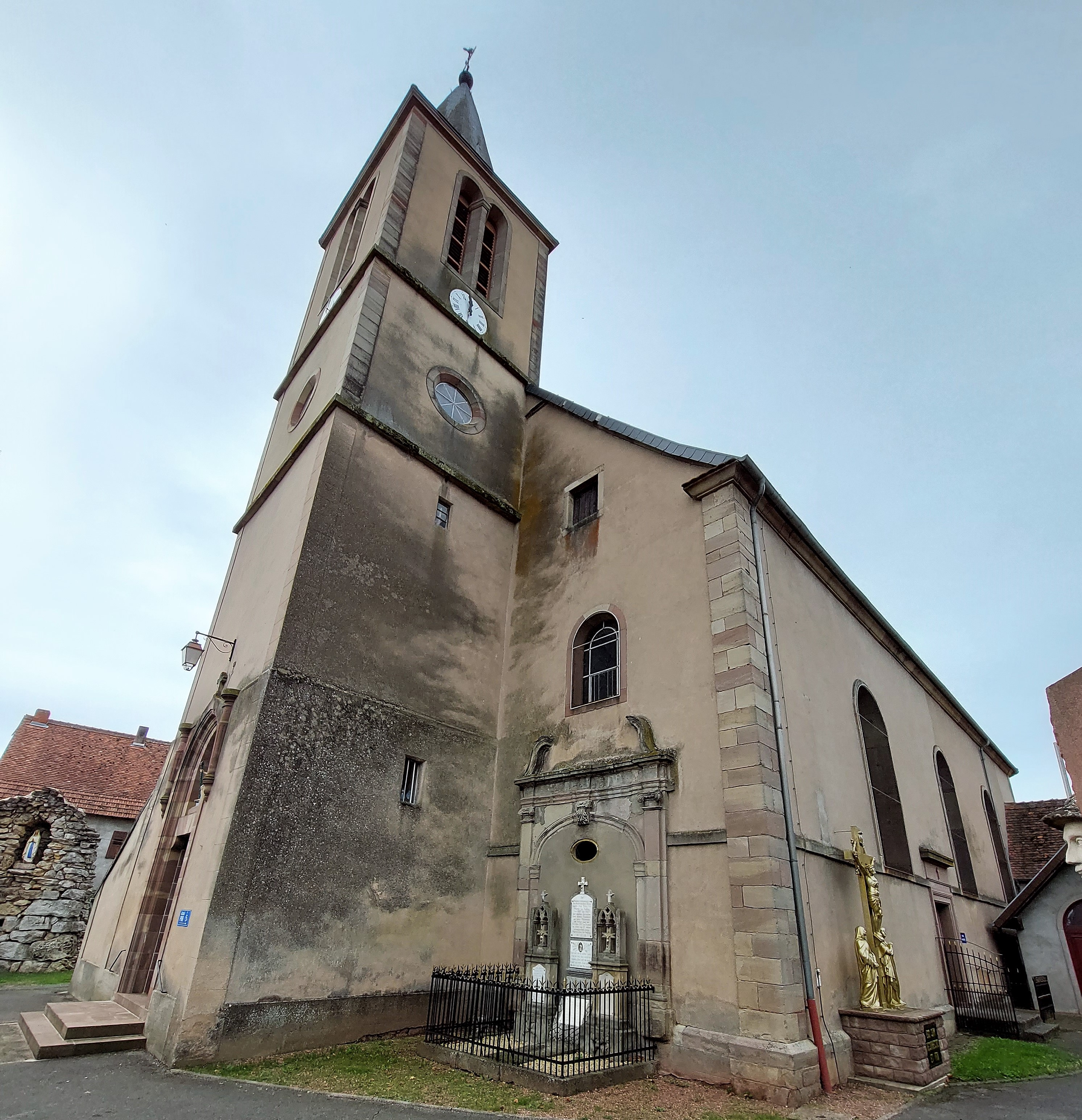
Église Saint-Christophe.
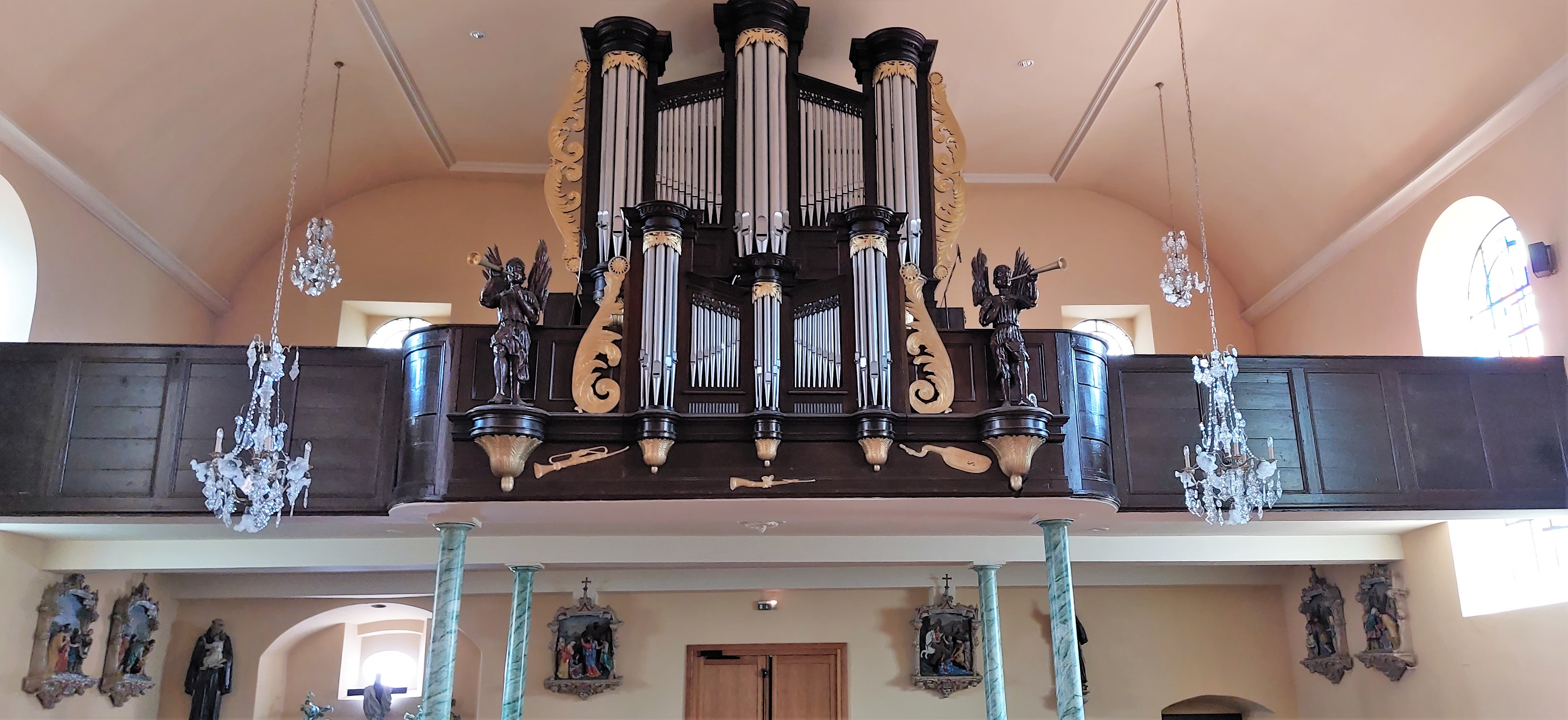
Orgue de l'église Saint-Christophe.
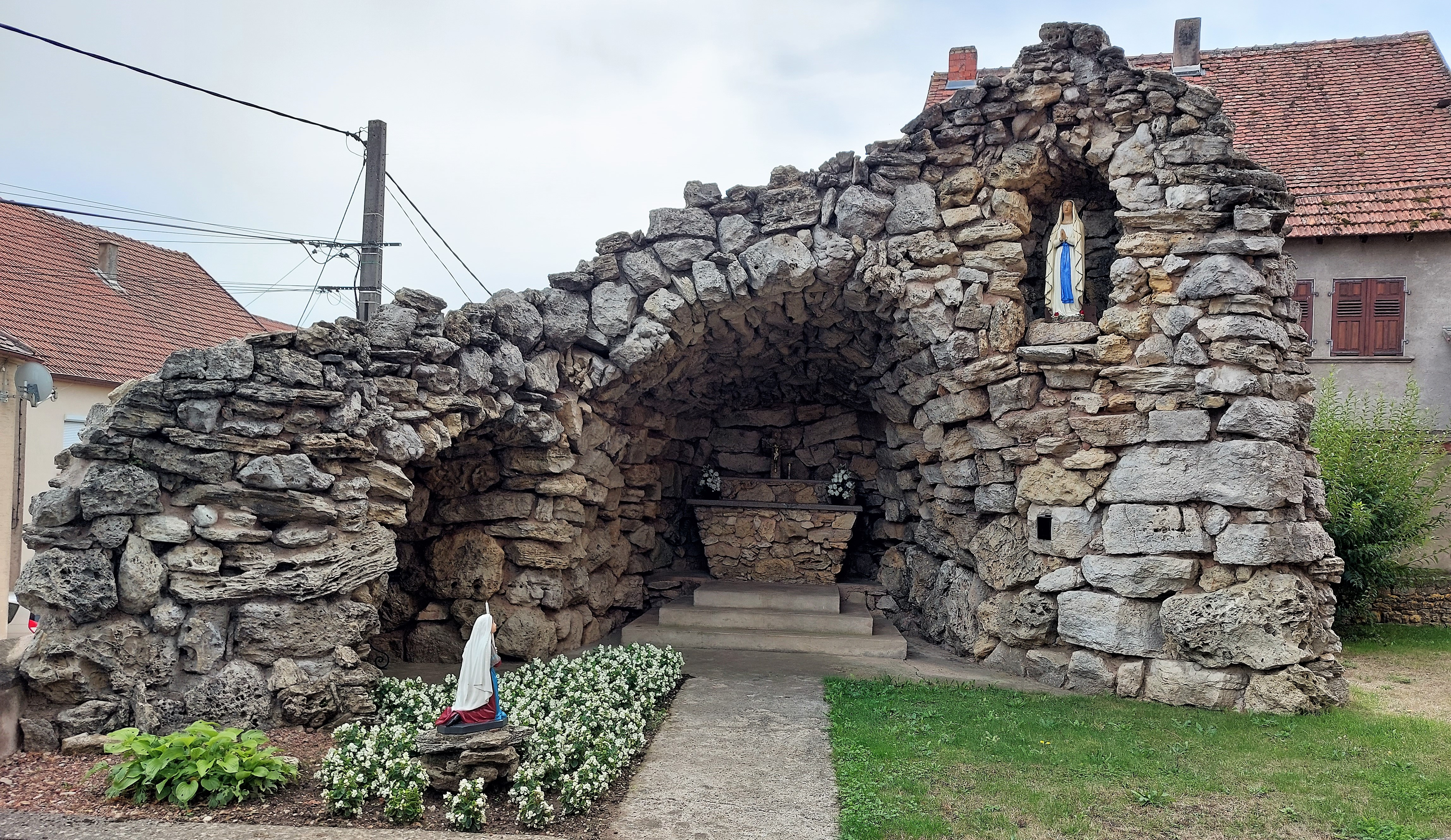
Grotte de Lourdes.

- Construite à la hauteur de l'église, mais de l'autre côté de la rue d'Alsace, la maison de Jean Burgun et de son épouse Élisabeth Lampert est un vaste édifice de type semi-urbain élevé en 1796. Précédée de deux molosses en grès, la porte d'entrée est caractéristique de toute une série de portes rencontrées à Rahling mais aussi dans les villages voisins d'Etting, Gros-Réderching et Montbronn. Elle se veut à la fois une démonstration du savoir-faire de l'artisan et une présentation des différents domaines de son activité. La porte représente ainsi compas, équerre, brette, têtu, pic, ciseaux, laye et maillet servant à la fois au maçon, au tailleur de pierre et au sculpteur qu'il était.
- De plan en L, la ferme située au 5 bis rue des Vergers, est construite à la fin du XVIIIe siècle ou au début du XIXe siècle. Elle possède un logis comprenant un rez-de-chaussée surélevé et un étage, largement éclairés par des baies couvertes de linteaux délardés en arc segmentaire. L'exploitation agricole, dans le prolongement à gauche, est précédée d'un appentis fermé par des planches, le Schopf de l'Alsace bossue et du pays de Phalsbourg, destiné à abriter le matériel agricole et le bois de chauffage. Pour la Lorraine, il est l'un des exemples les plus septentrionaux de ce dispositif très répandu plus au sud.
- Château mentionné en 1347[41],[42],[43], détruit en 1380 par le comte Jean II de Sarrewerden, passé en 1572 au duc de Lorraine, en ruines à la fin du XVIe siècle, le château est engagé en 1646 puis en 1647 aux gouverneurs de la place forte de Bitche et racheté par la commune de Rahling en 1989. Du château primitif, vraisemblablement du XIVe siècle, subsisteraient les façades postérieures et latérales, repercées au XVe siècle et XVIe siècle. Façade antérieure remontée au XVIe siècle. Tour d'escalier sur la façade antérieure construite en 1620 (date portée par un cartouche au droit de la porte piétonne) avec repercements partiels des façades. Marques de tâcheron.
- Borne datée 1753[44].

#### Édifices religieux
- L'église paroissiale, dédiée à saint Christophe, reconstruite XVIIIe siècle(porte de la sacristie datée 1739) et bénite en 1748. Elle a remplacé une église reconstruite en 1595 (date portée par une inscription déposée dans la tour dont il subsiste la base). Portail d'accès à la nef muré et percement d'une porte dans la tour en 1859. Tour clocher exhaussée de 1866 à 1868. Plafond peint signé M. Kling, 1935. Marques de tâcherons[45].

Orgue Johann Friedric Möller (1839) - Frédéric Haerpfer (1929),.
- Chapelle Saint-Wendelin dite Weiherkirche avec oratoire à la Vierge reconstruite au XVIIIe siècle, dernier vestige du village disparu de Weiher[48].
- Chapelle Saint-Hubert, Ferme[49].
- Croix de chemin, Croix monumentales.
- Grotte de Lourdes[50],[51].
- Monument aux morts[52].

Monument aux morts : Conflits commémorés : Guerres 1914-1918 - 1939-1945 - AFN-Algérie (1954-1962).

### Personnalités liées à la commune
- Adalbert-Gautier Hamman (1910-2000), théologien et patrologue, y est né.

### Héraldique
| Blason de Rahling | Blason  | De gueules à trois chevrons d'or, accompagné de trois annelets du même. |
| Blason de Rahling | Détails | Le statut officiel du blason reste à déterminer.                        |